# Énekelj!
Az Énekelj! (eredeti cím: Sing) 2016-ban bemutatott egész estés amerikai 3D-s számítógépes animációs zenés film, amelyet Garth Jennings írt és rendezett. A zenéjét Joby Talbot szerezte, a producerei Chris Meledandri és Janet Healy voltak. A film az Illumination Entertainment gyártásában készült és az Universal Pictures forgalmazásában jelent meg.
Az Amerikai Egyesült Államokban 2016. december 21-én, Magyarországon december 22-én mutatták be a mozikban.

## Cselekmény
Az Énekelj egy olyan világban játszódik, ahol az állatok emberként viselkednek. Buster Moon színháza az anyagi összeomlás szélén áll. Buster imádja a színházát, ezért kitalálja, hogy megrendezi a világ legnagyobb szabású, de csekély pénzdíjas énekversenyét. Mivel csak ezer dollárja maradt, ezt az összeget akarja a szórólapokra nyomtatni. Titkárnője véletlenül leüt két nullát, így 100 ezer dollárt nyomtat a lapokra, melyeket szétfúj a szél az egész városban.
Másnap rengeteg jelentkező tolong a színház bejárata előtt, akiket Moon és titkárnője türelmesen végighallgat. Öten kerülnek a döntőbe, akik azt remélik, az életük gyökeresen megváltozik. De a döntőig még rengeteg teendő vár a versenyzőkre, mert próbálniuk kell és az életben is helyt kell állniuk. Rositának rengeteg gyermeke van, ezért gépiesíti a házát, hogy legyen ideje a próbákra járni. Johnny az apjával jár rabolni, ezért nem mindig ér rá próbálni. Asht faképnél hagyta a barátja, mert nem tudta feldolgozni, hogy csak Ash léphet fel a színházban. Mike keménykötésű legények elől menekül, akik el akarják őt kapni. Meena pedig nem tudja, hogy a lámpaláza miatt sikerül-e egyáltalán fellépnie.
Buster Moon is serényen tüsténkedik, mert meg akarja szerezni a 100 ezer dollárt, de ehhez keresnie kell egy támogatót.

## Szereplők
| Szereplő         | Eredeti hang        | Magyar hang          |
| ---------------- | ------------------- | -------------------- |
| Buster Moon      | Matthew McConaughey | Nagy Ervin           |
| Rosita           | Reese Witherspoon   | Zsigmond Tamara      |
| Mike             | Seth MacFarlane     | Csőre Gábor          |
| Ash              | Scarlett Johansson  | Gubik Petra          |
| Johnny           | Taron Egerton       | Tasnádi Bence        |
| Eddie            | John C. Reilly      | Zámbori Soma         |
| Meena            | Tori Kelly          | Litkey Blanka        |
| Günter           | Nick Kroll          | Mészáros Máté        |
| Norman           | Nick Offerman       | Rába Roland          |
| Meena anyja      | Leslie Jones        | Bognár Gyöngyvér     |
| Big Daddy        | Peter Serafinowicz  | Schneider Zoltán     |
| Lance            | Beck Bennett        | Debreczeny Csaba     |
| Meena nagypapája | Jay Pharoah         | Kálid Artúr          |
| Miss Nana        | Jennifer Saunders   | Tordai Teri          |
| Judith           | Rhea Perlman        | Igó Éva              |
| Fiatal Nana      | Jennifer Hudson     | ?                    |
| Miss Crawly      | Garth Jennings      | Esztergályos Cecília |
| Meena nagymamája | Laraine Newman      | Martin Márta         |
| Stan             | Adam Buxton         | Gémes Antos          |
| Harry            | N/A                 | Gémes Antos          |
| Pávián           | Brad Morris         | Seder Gábor          |
| Ray              | N/A                 | Seder Gábor          |
| Bob              | Bill Farmer         | Majka                |